# Niassa-kompagniet
Niassa-kompagniet (portugisisk: Companhia do Niassa) var et kongeligt selskab i den portugisiske koloni Mozambique, som havde rettigheder til området som i dag inkluderer provinserne Cabo Delgado og Niassa.
Sent i det 19. århundrede var Portugals dominans over Mozambique truet af Storbritannien og Tyskland, som planlagde at dele Mozambique mellem sig. Portugal manglede kapitalen for at kolonisere Mozambique skikkeligt, derfor lejede de landet og dets folk ud til andre. Inden 1891 var en tredjedel af landet lejet ud til tre britiske selskaber, Mozambique-kompagniet, Zambezi-kompagniet og Niassa-kompagniet. Niassa-kompagniets territorium dækkede det nordlige Mozambique, nord for floden Lurio.
Niassa-kompagniet magt var baseret på chibalo-systemet, tvangsarbejde, som tvang mozambiquerne til at arbejde på plantager, plukke bomuld og på projekter. I tillæg var mozambiquerne tvunget til at betale hytteskat for at blive med gæld. Chibalo-systemet gjorde, at Niassa-kompagniet kunne etablere plantage og tvinge bønderne til at arbejde for sig og hindre dem i at dyrke egne avlinger, som de kunne sælge.
Niassa-kompagniet grundlagde i 1904 byen Porto Amélia, som i dag hedder Pemba. Porte Amélia blev Niassa-kompagniets hovedkvarter.
27. oktober 1929 gav Niassa-kompagniet sit territorium tilbage til den portugisiske styremagt.
| Historie | Spire Denne historieartikel er en spire som bør udbygges. Du er velkommen til at hjælpe Wikipedia ved at udvide den. |